# 韓國常綠森林
韓國常綠森林，是朝鮮半島南端的溫帶闊葉林生態區。

## 地理
韓國南部常綠森林位於韓國半島南部邊緣(全羅南道和慶尚南道南部)，面積為14,700平方公里（5,700平方英里），以及位於東海濟州島的 Gotjawal 森林，位於韓國大陸以南60公里處。該生態區還包括鬱陵島，該島位於日本海以東135公里處。

## 氣候
這裡的氣候被稱為濕潤帶氣候。年平均降雨量為1000毫米，其中三分之二降雨集中在6月至9月之間。冬季乾燥溫和，1月平均氣溫為2C。冬季偶爾會下雪，但很少積雪。

## 植物群
天然植被為常綠闊葉月桂林，以橡樹科和月桂科為主。

## 動物
韓國 379種鳥類，其中111種是冬季到達，90種是冬季和春季遷徙鳥類。這些物種中的大多數要麼居住，要麼訪問南部常綠森林，那裡的冬季氣候較為溫和。濟州島記錄了207種鳥類和亞種，鬱陵島記錄了54種鳥類和亞種。丹頂鶴在淡水沼澤中繁殖，牠們和白枕鶴都在沿海和淡水濕地以及河流沿岸越冬。
濟州島的哺乳動物包括狍子、黃鼠狼、倉鼠、田鼠、家鼠和兩種蝙蝠。野豬和野貓已經從島上滅絕。
濟州島記錄了八種兩棲動物和爬行動物。但鬱陵島沒有本土爬行動物或兩棲動物。

## 保育
森林大部分消失了，取而代之的是集約化農業。蔚山、鹹平、內藏山和濟州島都有森林飛地。